# فلادشتي
ڤلادشتي (بالرومانية: Vlădești)‏ هي بلديَّة رومانيَّة تقع في مقاطعة أرغيس بإقليم مونتينيا، وهي تتكوَّن من أربعة قُرى: «كوتِسكة» و«درَغِسكوه» و«پوتينة» و«ڤلادشتي». تبعد هذه البلديَّة خمسة وأربعين كيلومترًا عن بيتيشت، وسبعةٍ وعشرين كيلومترًا عن كمپولون.